# 2624 Samitchell
A 2624 Samitchell (ideiglenes jelöléssel 1962 RE) egy kisbolygó a Naprendszerben. Az Indianai Egyetem fedezte fel 1962. szeptember 7-én.